# 룰즈섹
룰즈섹(Lulzsec)은 해커 그룹이다.

## 역사
2011년 4월 중순 발생한 소니 플레이스테이션 네트워크를 공격한 해커 그룹으로 알려져 있다. 룰즈섹은 공식 트위터 계정을 통해 소니 해킹 사건의 전부를 룰즈섹이 주도한 것은 아니지만 소니 픽처스, 소니 BGM 등 5월과 6월에 있었던 해킹 사건은 룰즈섹이 감행한 해킹이었다고 직접 밝힌 바 있다. 미연방수사국(FBI), 미중앙정보국(CIA)을 공격하기도 했다,
2011년 6월 19일 일본의 게임업체 세가가 해킹당하는 일이 발생한다. 룰즈섹은 이번에는 "세가를 해킹한 범인을 잡는 것을 돕겠다"고 발표했다.
이들의 정체에 대해서는 유사한 성격의 거대 해커 집단 어나니머스에서 떨어져나온 소규모 집단이라는 설이 있다. 4명으로 구성된 집단이라는 소문도 나돈다.
2011년 7월 룰즈섹 주요 멤버로 추정되는 10대 소년 해커 토피어리가 영국에서 검거되었다. 같은 해 9월 22일에는 역시 룰즈섹 주요 멤버로 추정되는 해커 코디 앤드루 크레싱거, 크리스토퍼 도용, 하워드 로이드가 FBI에게 체포되었다. 용의자 검거에 대해서 FBI 공식대변인은 수색영장에 대해서만 언급할 뿐 추가적인 정황에 대한 언급은 피했다.

## 같이 보기
- 어나니머스
- 핵티비즘
- PSN
- 사이버스페이스 독립선언문